# Karin Olofsdotter (diplomat)
Karin Ulrika Olofsdotter, född 16 juni 1966, är en svensk diplomat. I augusti 2023 blev Karin Olofsdotter Sveriges ambassadör i Ryssland.

## Utbildning
Olofsdotter har en kandidatexamen i psykologi, ekonomi och ryska. Hon studerade vid University of California, Los Angeles och talar ryska, franska och engelska.

## Diplomatisk karriär
Olofsdotter anställdes i Utrikesdepartementet 1994 och har bland annat tjänstgjort i Washington och Moskva, samt vid NATO-delegationen och Sveriges ständiga representation vid Europeiska unionen, båda i Bryssel. Hon har även tjänstgjort som chef för Utrikesdepartementets enhet för främjande och hållbart företagande, chef för Utrikesdepartementets ministerkansli och utrikesråd med ansvar för internationell handel.
Olofsdotter var ambassadör i Budapest 2011–2014. När Olofsdotter tjänstgjorde i Ungern deltog hon vid en invigningsceremoni av Raoul Wallenberg Memorial Park vid Stora synagogan i Budapest.
2017–2023 var Olofsdotter Sveriges ambassadör i USA.

## Medverkan i media
Den 22 juli 2024 var hon programvärd för Sommar.